# Rivalità cestistica Cantù-Milano
La rivalità cestistica Cantù-Milano, colloquialmente detto derby Cantù-Milano, è la definizione sotto cui ricade ogni incontro cestistico che vede contrapposte le formazioni della pallacanestro Cantù e dell'Olimpia Milano.
Pur non essendo una stracittadina nel senso stretto del termine, costituisce una delle maggiori rivalità sportive della Lombardia, contrapponendo due città, Cantù e Milano, distanti circa 40 km. 

## Storia
Il primo confronto diretto ufficiale risale al 14 novembre 1954, nella stagione in cui la Pallacanestro Cantù debuttò nella massima serie. La Borletti di Romanutti, Stefanini, Gamba e Cesare Rubini con la qualifica di allenatore-giocatore liquidò 80-52 gli ospiti guidati dai 27 punti di Lino Cappelletti. Ma già dalla gara di ritorno la rivalità ebbe un'impennata: i canturini restituirono il maltolto vincendo 50-45 con il duello tra Cappelletti e Romanutti ad infiammare le tribune allestite ai bordi del campo all'aperto di Piazza Parini.
Quella vittoria non fu sufficiente ad assicurare alla Pallacanestro Cantù la permanenza in Serie A, ma tracciò una linea precisa, passata da decine di confronti in campo nazionale (Serie A, Coppa Italia, Supercoppa) e internazionale, di una delle grandi rivalità sportive che hanno caratterizzato la storia della pallacanestro italiana

### Le semifinali 1979-80 e 1980-81
L'Olimpia Milano, allora abbinata Billy, era in una fase di transizione: agli arrivi del coach Dan Peterson e del playmaker Mike D'Antoni faceva da contraltare la volontà del patron Adolfo Bogoncellidi passare la mano alla guida della società. La stagione regolare 1979-80 era stata però un'autentica cavalcata trionfale, dal momento che Milano aveva conquistato 22 vittorie su 26 incontri e si era presentata ai play-off come prima della classe, grazie alle "bombe K" di C.J. Kupec, alle realizzazioni di Mike Silvester e alla sontuosa regia di D'Antoni. Cantù, allora sponsorizzata dalla famiglia torinese Gabetti, leader nel settore dell'immobiliare, aveva invece visto l'avvicendamento tra Arnaldo Taurisano e Valerio Bianchini in panchina, aveva salutato Carlo Recalcati e Fabrizio Della Fiori, ma aveva azzeccato la coppia di stranieri, composta da Bruce Flowers e Wayne Smith, oltre a lanciare un giovanissimo Antonello Riva. Il 2-0 con cui la Gabetti eliminò il Billy in semifinale sovvertì ogni pronostico e inaugurò la rivalità, anche e soprattutto dialettico-comunicativa, tra i due allenatori.
Nella stagione successiva, la famiglia Gabetti abbandonò Cantù e subentrò a Bogoncelli nella guida dell'Olimpia. La formazione allenata da Bianchini non perse comunque smalto e, grazie all'inserimento in corsa di Tom Boswell, visto che i regolamenti avevano concesso la possibilità di tagliare uno dei due giocatori stranieri per motivi di grave infortunio o scarso rendimento, conquistò il terzo scudetto della sua storia. La semifinale contro Milano fu una delle più entusiasmanti mai viste in Italia, con tre partite combattute fino alla fine e decise dal talento individuale di grandissimi giocatori. Gara-3, disputatasi a Milano il 15 aprile 1981, fu caratterizzata da due tempi supplementari e dall'errore in lunetta di Dino Boselli a pochi secondi dalla fine dei tempi regolamentari; costò cara allora la scelta di Peterson di far tirare i liberi al proprio playmaker anziché tenere il possesso per effettuare una rimessa laterale. Cantù vinse il match e, successivamente, anche il titolo.

### Grenoble 1983
Il 24 marzo 1983, a Grenoble, le due squadre diedero vita alla prima finale tutta italiana di Coppa dei Campioni. La Ford, allenata da Giancarlo Primo, andava all'assalto di un back-to-back europeo che sarebbe stato storico, mentre il Billy, forte dei precedenti innesti di John Gianelli, Dino Meneghin e Roberto Premier, puntava a riconquistare un trofeo che aveva vinto solamente una volta, nel 1966. Fu l'ennesima delusione per i milanesi, travolti nel primo tempo ma capaci di rimontare nonostante l'espulsione di Meneghin e condannati negli ultimi secondi di un finale concitato, in cui i tifosi biancoblù avevano invaso il parquet prima ancora della fine.

## Risultati
Di seguito è riportato l'elenco dei risultati negli incontri ufficiali tra Cantù e Milano. Dati aggiornati al 26 maggio 2023.
| N   | Stagione | Competizione            | Data              | Squadra in casa             | Risultato          | Squadra in trasferta              |
| --- | -------- | ----------------------- | ----------------- | --------------------------- | ------------------ | --------------------------------- |
| 1   | 1954–55  | Serie A                 | 14 novembre 1954  | Borletti Milano             | 80 – 52            | Milenka Cantù                     |
| 2   | 1954–55  | Serie A                 | 20 febbraio 1955  | Milenka Cantù               | 50 – 45            | Borletti Milano                   |
| 3   | 1956–57  | Elette                  | 11 novembre 1956  | Oransoda Cantù              | 43 – 44 (d.t.s.)   | Simmenthal Milano                 |
| 4   | 1956–57  | Elette                  | 16 febbraio 1957  | Simmenthal Milano           | 59 – 41            | Oransoda Cantù                    |
| 5   | 1957–58  | Elette                  | 17 novembre 1957  | Simmenthal Milano           | 84 – 69            | Oransoda Cantù                    |
| 6   | 1957–58  | Elette                  | 2 marzo 1958      | Oransoda Cantù              | 56 – 77            | Simmenthal Milano                 |
| 7   | 1958–59  | Elette                  | 30 novembre 1958  | Levissima Cantù             | 82 – 81 (d.t.s.)   | Simmenthal Milano                 |
| 8   | 1958–59  | Elette                  | 22 marzo 1959     | Simmenthal Milano           | 75 – 49            | Levissima Cantù                   |
| 9   | 1959–60  | Elette                  | 29 novembre 1959  | Simmenthal Milano           | 62 – 53            | Levissima Cantù                   |
| 10  | 1959–60  | Elette                  | 28 febbraio 1960  | Levissima Cantù             | 87 – 82            | Simmenthal Milano                 |
| 11  | 1960–61  | Elette                  | 27 novembre 1960  | Levissima Cantù             | 58 – 62            | Simmenthal Milano                 |
| 12  | 1960–61  | Elette                  | 19 febbraio 1961  | Simmenthal Milano           | 69 – 64            | Levissima Cantù                   |
| 13  | 1961–62  | Elette                  | 5 novembre 1961   | Levissima Cantù             | 56 – 67            | Simmenthal Milano                 |
| 14  | 1961–62  | Elette                  | 18 febbraio 1962  | Simmenthal Milano           | 64 – 52            | Levissima Cantù                   |
| 15  | 1962–63  | Elette                  | 7 ottobre 1962    | Levissima Cantù             | 67 – 70            | Simmenthal Milano                 |
| 16  | 1962–63  | Elette                  | 27 gennaio 1963   | Simmenthal Milano           | 104 – 80           | Levissima Cantù                   |
| 17  | 1963–64  | Elette                  | 3 novembre 1963   | Simmenthal Milano           | 105 – 81           | Levissima Cantù                   |
| 18  | 1963–64  | Elette                  | 15 marzo 1964     | Levissima Cantù             | 75 – 89            | Simmenthal Milano                 |
| 19  | 1964–65  | Elette                  | 16 dicembre 1964  | Simmenthal Milano           | 82 – 55            | Levissima Cantù                   |
| 20  | 1964–65  | Elette                  | 28 marzo 1965     | Levissima Cantù             | 67 – 82            | Simmenthal Milano                 |
| 21  | 1965–66  | Serie A                 | 31 ottobre 1965   | Simmenthal Milano           | 93 – 78            | Oransoda Cantù                    |
| 22  | 1965–66  | Serie A                 | 30 gennaio 1966   | Oransoda Cantù              | 60 – 74            | Simmenthal Milano                 |
| 23  | 1966–67  | Serie A                 | 22 gennaio 1967   | Oransoda Cantù              | 76 – 93            | Simmenthal Milano                 |
| 24  | 1966–67  | Serie A                 | 9 aprile 1967     | Simmenthal Milano           | 76 – 74            | Oransoda Cantù                    |
| 25  | 1967–68  | Serie A                 | 28 gennaio 1968   | Simmenthal Milano           | 82 – 68            | Oransoda Cantù                    |
| 26  | 1967–68  | Serie A                 | 7 aprile 1968     | Oransoda Cantù              | 71 – 58            | Simmenthal Milano                 |
| 27  | 1968–69  | Serie A                 | 29 dicembre 1968  | Oransoda Cantù              | 74 – 66            | Simmenthal Milano                 |
| 28  | 1968–69  | Serie A                 | 16 marzo 1969     | Simmenthal Milano           | 83 – 65            | Oransoda Cantù                    |
| 29  | 1969–70  | Serie A                 | 30 novembre 1969  | Simmenthal Milano           | 110 – 81           | A.P. Cantù                        |
| 30  | 1969–70  | Serie A                 | 1 marzo 1970      | A.P. Cantù                  | 73 – 83            | Simmenthal Milano                 |
| 31  | 1970–71  | Serie A                 | 22 novembre 1970  | Forst Cantù                 | 70 – 77            | Simmenthal Milano                 |
| 32  | 1970–71  | Serie A                 | 14 febbraio 1971  | Simmenthal Milano           | 98 – 91            | Forst Cantù                       |
| 33  | 1970–71  | Coppa Italia            | 11 aprile 1971    | Simmenthal Milano           | 66 – 63            | Forst Cantù                       |
| 34  | 1971–72  | Serie A                 | 14 novembre 1971  | Forst Cantù                 | 69 – 67            | Simmenthal Milano                 |
| 35  | 1971–72  | Serie A                 | 13 febbraio 1972  | Simmenthal Milano           | 91 – 68            | Forst Cantù                       |
| 36  | 1972–73  | Serie A                 | 10 dicembre 1972  | Simmenthal Milano           | 87 –76             | Forst Cantù                       |
| 37  | 1972–73  | Serie A                 | 18 marzo 1973     | Forst Cantù                 | 77 – 86            | Simmenthal Milano                 |
| 38  | 1973–74  | Serie A                 | 27 gennaio 1973   | Innocenti Milano            | 80 –75             | Forst Cantù                       |
| 39  | 1973–74  | Serie A                 | 28 aprile 1974    | Forst Cantù                 | 76 – 68            | Innocenti Milano                  |
| 40  | 1974–75  | Serie A1                | 27 ottobre 1974   | Forst Cantù                 | 98 –81             | Innocenti Milano                  |
| 41  | 1974–75  | Serie A1                | 12 gennaio 1975   | Innocenti Milano            | 88 – 89            | Forst Cantù                       |
| 42  | 1974–75  | poule scudetto          | 30 marzo 1975     | Forst Cantù                 | 105 – 93           | Innocenti Milano                  |
| 43  | 1974–75  | poule scudetto          | 27 aprile 1975    | Innocenti Milano            | 80 – 86 (d.t.s.)   | Forst Cantù                       |
| 44  | 1975–76  | Serie A1                | 1 novembre 1975   | Cinzano Milano              | 84 – 87            | Forst Cantù                       |
| 45  | 1975–76  | Serie A1                | 28 dicembre 1975  | Forst Cantù                 | 115 – 92           | Cinzano Milano                    |
| 46  | 1976–77  | Coppa delle Coppe       | 9 marzo 1977      | Forst Cantù                 | 101 – 78           | Cinzano Milano                    |
| 47  | 1976–77  | Coppa delle Coppe       | 16 marzo 1977     | Cinzano Milano              | 95 – 98            | Forst Cantù                       |
| 48  | 1977–78  | Serie A1                | 13 novembre 1977  | Cinzano Milano              | 71 – 72            | Gabetti Cantù                     |
| 49  | 1977–78  | Serie A1                | 22 gennaio 1978   | Gabetti Cantù               | 64 – 63            | Cinzano Milano                    |
| 50  | 1977–78  | poule scudetto          | 5 marzo 1978      | Cinzano Milano              | 82 - 89            | Gabetti Cantù                     |
| 51  | 1977–78  | poule scudetto          | 26 marzo 1978     | Gabetti Cantù               | 96 – 87            | Cinzano Milano                    |
| 52  | 1978–79  | Serie A1                | 14 gennaio 1979   | Billy Milano                | 77 – 73            | Gabetti Cantù                     |
| 53  | 1978–79  | Serie A1                | 1 aprile 1979     | Gabetti Cantù               | 104 – 83           | Billy Milano                      |
| 54  | 1979–80  | Serie A1                | 21 ottobre 1979   | Billy Milano                | 71 – 82            | Gabetti Cantù                     |
| 55  | 1979–80  | Serie A1                | 30 dicembre 1979  | Gabetti Cantù               | 87 – 88            | Billy Milano                      |
| 56  | 1979–80  | play-off                | 23 marzo 1980     | Billy Milano                | 95 – 100           | Gabetti Cantù                     |
| 57  | 1979–80  | play-off                | 30 marzo 1980     | Gabetti Cantù               | 76 – 75            | Billy Milano                      |
| 58  | 1980–81  | Serie A1                | 16 novembre 1980  | Squibb Cantù                | 83 – 79 (d.t.s.)   | Billy Milano                      |
| 59  | 1980–81  | Serie A1                | 11 gennaio 1981   | Billy Milano                | 83 – 82            | Squibb Cantù                      |
| 60  | 1980–81  | fase a orologio         | 1 marzo 1981      | Billy Milano                | 75 – 57            | Squibb Cantù                      |
| 61  | 1980–81  | play-off                | 9 aprile 1981     | Billy Milano                | 77 – 79            | Squibb Cantù                      |
| 62  | 1980–81  | play-off                | 12 aprile 1981    | Squibb Cantù                | 64 – 66            | Billy Milano                      |
| 63  | 1980–81  | play-off                | 15 aprile 1981    | Billy Milano                | 84 – 85 (d.2t.s.)  | Squibb Cantù                      |
| 64  | 1981–82  | Serie A1                | 18 ottobre 1981   | Squibb Cantù                | 75 – 65            | Billy Milano                      |
| 65  | 1981–82  | Serie A1                | 3 gennaio 1982    | Billy Milano                | 81 – 75            | Squibb Cantù                      |
| 66  | 1981–82  | fase a orologio         | 14 marzo 1982     | Billy Milano                | 81 – 79            | Squibb Cantù                      |
| 67  | 1982–83  | Serie A1                | 17 ottobre 1982   | Billy Milano                | 75 – 77 (d.t.s.)   | Ford Cantù                        |
| 68  | 1982–83  | Coppa dei Campioni      | 8 dicembre 1982   | Ford Cantù                  | 69 – 63            | Billy Milano                      |
| 69  | 1982–83  | Serie A1                | 22 dicembre 1982  | Ford Cantù                  | 68 – 65            | Billy Milano                      |
| 70  | 1982–83  | Coppa dei Campioni      | 2 febbraio 1983   | Billy Milano                | 71 – 66            | Ford Cantù                        |
| 71  | 1982–83  | Coppa dei Campioni      | 24 marzo 1983     | Ford Cantù                  | 69 – 68            | Billy Milano                      |
| 72  | 1983–84  | Coppa Intercontinentale | 22 settembre 1983 | Jollycolombani Cantù        | 88 – 82            | Simac Milano                      |
| 73  | 1983–84  | Serie A1                | 4 dicembre 1983   | Simac Milano                | 88 – 76            | Jollycolombani Cantù              |
| 74  | 1983–84  | Serie A1                | 18 marzo 1984     | Jollycolombani Cantù        | 86 – 87            | Simac Milano                      |
| 75  | 1983–84  | play-off                | 10 maggio 1984    | Simac Milano                | 91 – 85            | Jollycolombani Cantù              |
| 76  | 1983–84  | play-off                | 13 maggio 1984    | Jollycolombani Cantù        | 79 – 85            | Simac Milano                      |
| 77  | 1984–85  | Serie A1                | 14 ottobre 1984   | Simac Milano                | 103 – 98           | Jollycolombani Cantù              |
| 78  | 1984–85  | Serie A1                | 13 gennaio 1985   | Jollycolombani Cantù        | 87 – 94            | Simac Milano                      |
| 79  | 1985–86  | Serie A1                | 13 novembre 1985  | Arexons Cantù               | 90 – 88            | Simac Milano                      |
| 80  | 1985–86  | Serie A1                | 16 febbraio 1986  | Simac Milano                | 108 – 102 (d.t.s.) | Arexons Cantù                     |
| 81  | 1986–87  | Serie A1                | 13 novembre 1986  | Tracer Milano               | 95 – 75            | Arexons Cantù                     |
| 82  | 1986–87  | Coppa Italia            | 20 novembre 1986  | Tracer Milano               | 108 – 85           | Arexons Cantù                     |
| 83  | 1986–87  | Serie A1                | 16 febbraio 1987  | Arexons Cantù               | 101 – 91 (d.t.s.)  | Tracer Milano                     |
| 84  | 1987–88  | Serie A1                | 27 dicembre 1987  | Arexons Cantù               | 89 – 103           | Tracer Milano                     |
| 85  | 1987–88  | Coppa Italia            | 2 febbraio 1988   | Arexons Cantù               | 86 – 85            | Tracer Milano                     |
| 86  | 1987–88  | Serie A1                | 30 marzo 1988     | Tracer Milano               | 97 – 103           | Arexons Cantù                     |
| 87  | 1987–88  | play-off                | maggio 1988       | Tracer Milano               | 113 – 102          | Arexons Cantù                     |
| 88  | 1987–88  | play-off                | maggio 1988       | Arexons Cantù               | 86 – 93            | Tracer Milano                     |
| 89  | 1988–89  | Serie A1                | 20 novembre 1988  | Philips Milano              | 102 – 90           | Vismara Cantù                     |
| 90  | 1988–89  | Coppa Italia            | 21 dicembre 1988  | Philips Milano              | 97 – 87            | Vismara Cantù                     |
| 91  | 1988–89  | Coppa Korać             | 15 febbraio 1989  | Vismara Cantù               | 95 – 81            | Philips Milano                    |
| 92  | 1988–89  | Coppa Korać             | 22 febbraio 1989  | Philips Milano              | 70 – 65            | Vismara Cantù                     |
| 93  | 1988–89  | Serie A1                | 5 marzo 1989      | Vismara Cantù               | 85 – 77            | Philips Milano                    |
| 94  | 1989–90  | Serie A1                | 28 ottobre 1989   | Philips Milano              | 83 – 93            | Vismara Cantù                     |
| 95  | 1989–90  | Serie A1                | 11 febbraio 1990  | Vismara Cantù               | 103 – 88           | Philips Milano                    |
| 96  | 1990–91  | Coppa Italia            | 6 novembre 1990   | Philips Milano              | 96 – 84            | Shampoo Clear Cantù               |
| 97  | 1990–91  | Coppa Italia            | 13 novembre 1990  | Shampoo Clear Cantù         | 88 – 85            | Philips Milano                    |
| 98  | 1990–91  | Serie A1                | 16 dicembre 1990  | Shampoo Clear Cantù         | 89 – 85            | Philips Milano                    |
| 99  | 1990–91  | Serie A1                | 30 marzo 1991     | Philips Milano              | 105 – 84           | Shampoo Clear Cantù               |
| 100 | 1991–92  | Serie A1                | 13 ottobre 1991   | Shampoo Clear Cantù         | 92 – 77            | Philips Milano                    |
| 101 | 1991–92  | Serie A1                | 26 gennaio 1992   | Philips Milano              | 91 – 79            | Shampoo Clear Cantù               |
| 102 | 1992–93  | Serie A1                | 11 ottobre 1992   | Philips Milano              | 97 – 70            | Shampoo Clear Cantù               |
| 103 | 1992–93  | Serie A1                | 17 gennaio 1993   | Shampoo Clear Cantù         | 78 – 88            | Philips Milano                    |
| 104 | 1992–93  | Coppa Korać             | 17 febbraio 1993  | Shampoo Clear Cantù         | 74 – 72            | Philips Milano                    |
| 105 | 1992–93  | Coppa Korać             | 25 febbraio 1993  | Philips Milano              | 85 – 72            | Shampoo Clear Cantù               |
| 106 | 1993–94  | Serie A1                | 9 ottobre 1993    | Recoaro Milano              | 93 – 74            | Shampoo Clear Cantù               |
| 107 | 1993–94  | Serie A1                | 29 gennaio 1994   | Shampoo Clear Cantù         | 72 – 80            | Recoaro Milano                    |
| 108 | 1996–97  | Serie A1                | 24 ottobre 1996   | Stefanel Milano             | 87 – 83            | Polti Cantù                       |
| 109 | 1996–97  | Serie A1                | 26 gennaio 1997   | Polti Cantù                 | 64 – 52            | Stefanel Milano                   |
| 110 | 1996–97  | Coppa Italia            | 21 marzo 1997     | Polti Cantù                 | 74 – 69            | Stefanel Milano                   |
| 111 | 1997–98  | Serie A1                | 25 ottobre 1997   | Stefanel Milano             | 95 – 88            | Polti Cantù                       |
| 112 | 1997–98  | Serie A1                | 8 febbraio 1998   | Polti Cantù                 | 66 – 73            | Stefanel Milano                   |
| 113 | 1998–99  | Serie A1                | 1 novembre 1998   | Polti Cantù                 | 59 – 47            | Sony Milano                       |
| 114 | 1998–99  | Serie A1                | 7 febbraio 1999   | Sony Milano                 | 73 – 63            | Polti Cantù                       |
| 115 | 1999–00  | Serie A1                | 17 ottobre 1999   | Canturina Servizi Cantù     | 79 – 81            | Adecco Milano                     |
| 116 | 1999–00  | Serie A1                | 13 febbraio 2000  | Adecco Milano               | 83 – 81            | Canturina Servizi Cantù           |
| 117 | 2000–01  | Supercoppa italiana     | settembre 2000    | Adecco Milano               | 80 – 72            | Poliform Cantù                    |
| 118 | 2000–01  | Supercoppa italiana     | settembre 2000    | Poliform Cantù              | 93 – 90            | Adecco Milano                     |
| 119 | 2000–01  | Serie A1                | 23 dicembre 2000  | Adecco Milano               | 84 – 80            | Poliform Cantù                    |
| 120 | 2000–01  | Serie A1                | 18 marzo 2001     | Poliform Cantù              | 78 – 70            | Adecco Milano                     |
| 121 | 2001–02  | Serie A                 | 17 novembre 2001  | Oregon Scientific Cantù     | 78 – 74            | Adecco Milano                     |
| 122 | 2001–02  | Serie A                 | 24 marzo 2002     | Adecco Milano               | 70 – 77            | Oregon Scientific Cantù           |
| 123 | 2002–03  | Serie A                 | 19 ottobre 2002   | Oregon Scientific Cantù     | 85 – 78            | Pippo Milano                      |
| 124 | 2002–03  | Coppa Italia            | 19 febbraio 2003  | Oregon Scientific Cantù     | 72 – 70            | Pippo Milano                      |
| 125 | 2002–03  | Serie A                 | 1 marzo 2003      | Pippo Milano                | 70 – 73            | Oregon Scientific Cantù           |
| 126 | 2003–04  | Serie A                 | 8 novembre 2003   | Breil Milano                | 94 – 83            | Oregon Scientific Cantù           |
| 127 | 2003–04  | Serie A                 | 21 marzo 2004     | Oregon Scientific Cantù     | 76 – 62            | Breil Milano                      |
| 128 | 2004–05  | Serie A                 | 17 ottobre 2004   | Vertical Vision Cantù       | 58 – 68            | Armani Jeans Milano               |
| 129 | 2004–05  | Serie A                 | 13 febbraio 2005  | Armani Jeans Milano         | 80 – 92            | Vertical Vision Cantù             |
| 130 | 2004–05  | play-off                | 11 maggio 2005    | Armani Jeans Milano         | 83 – 77            | Vertical Vision Cantù             |
| 131 | 2004–05  | play-off                | 14 maggio 2005    | Vertical Vision Cantù       | 83 – 92            | Armani Jeans Milano               |
| 132 | 2004–05  | play-off                | 17 maggio 2005    | Armani Jeans Milano         | 94 – 83            | Vertical Vision Cantù             |
| 133 | 2005–06  | Serie A                 | 16 ottobre 2005   | Vertical Vision Cantù       | 81 – 70            | Armani Jeans Milano               |
| 134 | 2005–06  | Serie A                 | 12 febbraio 2006  | Armani Jeans Milano         | 86 – 62            | Vertical Vision Cantù             |
| 135 | 2006–07  | Serie A                 | 26 ottobre 2006   | Armani Jeans Milano         | 77 – 62            | Tisettanta Cantù                  |
| 136 | 2006–07  | Serie A                 | 1 aprile 2007     | Tisettanta Cantù            | 87 – 77            | Armani Jeans Milano               |
| 137 | 2007–08  | Serie A                 | 16 dicembre 2007  | Tisettanta Cantù            | 70 – 79            | Armani Jeans Milano               |
| 138 | 2007–08  | Serie A                 | 13 aprile 2008    | Armani Jeans Milano         | 86 – 74            | Tisettanta Cantù                  |
| 139 | 2008–09  | Serie A                 | 16 novembre 2008  | Armani Jeans Milano         | 88 – 78            | NGC Cantù                         |
| 140 | 2008–09  | Serie A                 | 8 marzo 2009      | NGC Cantù                   | 64 – 80            | Armani Jeans Milano               |
| 141 | 2009–10  | Serie A                 | 15 novembre 2009  | Armani Jeans Milano         | 73 – 53            | NGC Medical Cantù                 |
| 142 | 2009–10  | Serie A                 | 14 marzo 2010     | NGC Medical Cantù           | 64 – 59            | Armani Jeans Milano               |
| 143 | 2010–11  | Serie A                 | 2 gennaio 2011    | Bennet Cantù                | 67 – 59            | Armani Jeans Milano               |
| 144 | 2010–11  | Serie A                 | 23 aprile 2011    | Armani Jeans Milano         | 75 – 73            | Bennet Cantù                      |
| 145 | 2010–11  | play-off                | 30 maggio 2011    | Bennet Cantù                | 62 – 48            | Armani Jeans Milano               |
| 146 | 2010–11  | play-off                | 1 giugno 2011     | Bennet Cantù                | 70 – 64            | Armani Jeans Milano               |
| 147 | 2010–11  | play-off                | 3 giugno 2011     | Armani Jeans Milano         | 70 – 56            | Bennet Cantù                      |
| 148 | 2010–11  | play-off                | 5 giugno 2011     | Armani Jeans Milano         | 62 – 74            | Bennet Cantù                      |
| 149 | 2011-12  | Serie A                 | 26 dicembre 2011  | Bennet Cantù                | 79 – 54            | EA7 Emporio Armani Milano         |
| 150 | 2011-12  | Serie A                 | 15 aprile 2012    | EA7 Emporio Armani Milano   | 72 – 64            | Bennet Cantù                      |
| 151 | 2012-13  | Serie A                 | 6 gennaio 2013    | EA7 Emporio Armani Milano   | 76 – 84            | Lenovo Cantù                      |
| 152 | 2012-13  | Serie A                 | 28 aprile 2013    | Lenovo Cantù                | 69 – 78            | EA7 Emporio Armani Milano         |
| 153 | 2013-14  | Serie A                 | 23 dicembre 2013  | Acqua Vitasnella Cantù      | 87 – 72            | EA7 Emporio Armani Milano         |
| 154 | 2013-14  | Serie A                 | 6 aprile 2014     | EA7 Emporio Armani Milano   | 76 – 71            | Acqua Vitasnella Cantù            |
| 155 | 2014-15  | Serie A                 | 23 dicembre 2014  | EA7 Emporio Armani Milano   | 83 – 64            | Acqua Vitasnella Cantù            |
| 156 | 2014-15  | Serie A                 | 6 aprile 2015     | Acqua Vitasnella Cantù      | 83 – 64            | EA7 Emporio Armani Milano         |
| 157 | 2015-16  | Serie A                 | 29 novembre 2015  | Acqua Vitasnella Cantù      | 71 – 78            | EA7 Emporio Armani Milano         |
| 158 | 2015-16  | Serie A                 | 20 marzo 2016     | EA7 Emporio Armani Milano   | 72 – 65            | Acqua Vitasnella Cantù            |
| 159 | 2016-17  | Serie A                 | 10 gennaio 2017   | Forst Cantù                 | 79 – 85            | EA7 Emporio Armani Milano         |
| 160 | 2016-17  | Serie A                 | 7 maggio 2017     | EA7 Emporio Armani Milano   | 89 – 71            | Mia-Red October Cantù             |
| 161 | 2017-18  | Serie A                 | 17 dicembre 2017  | EA7 Emporio Armani Milano   | 93 – 77            | Red October Cantù                 |
| 162 | 2017-18  | Coppa Italia            | 16 febbraio 2018  | EA7 Emporio Armani Milano   | 87 – 105           | Red October Cantù                 |
| 163 | 2017-18  | Serie A                 | 15 aprile 2018    | Red October Cantù           | 93 – 98            | EA7 Emporio Armani Milano         |
| 164 | 2017-18  | play-off                | 12 maggio 2017    | EA7 Emporio Armani Milano   | 105 – 73           | Red October Cantù                 |
| 165 | 2017-18  | play-off                | 14 maggio 2017    | EA7 Emporio Armani Milano   | 87 – 75            | Red October Cantù                 |
| 166 | 2017-18  | play-off                | 16 maggio 2017    | Red October Cantù           | 65 – 74            | EA7 Emporio Armani Milano         |
| 167 | 2018-19  | Serie A                 | 9 dicembre 2018   | Acqua S.Bernardo Cantù      | 74 – 101           | A\|X Armani Exchange Milano       |
| 168 | 2018-19  | Serie A                 | 31 marzo 2019     | A\|X Armani Exchange Milano | 98 – 91            | Acqua S.Bernardo Cantù            |
| 169 | 2019-20  | Serie A                 | 4 gennaio 2020    | A\|X Armani Exchange Milano | 83 – 89            | Acqua S.Bernardo-Cinelandia Cantù |
| 170 | 2020-21  | Supercoppa italiana     | 27 agosto 2020    | A\|X Armani Exchange Milano | 101 – 71           | Acqua S.Bernardo Cantù            |
| 171 | 2020-21  | Supercoppa italiana     | 1 settembre 2020  | Acqua S.Bernardo Cantù      | 62 – 102           | A\|X Armani Exchange Milano       |
| 172 | 2020-21  | Serie A                 | 15 novembre 2020  | Acqua S.Bernardo Cantù      | 71 – 89            | A\|X Armani Exchange Milano       |
| 173 | 2020-21  | Serie A                 | 21 marzo 2021     | A\|X Armani Exchange Milano | 70 – 57            | Acqua S.Bernardo Cantù            |

### Bilancio complessivo
Statistiche aggiornate al 23 maggio 2023.
| Squadra        | Vittorie totali | Vittorie in casa | Vittorie in trasferta | Vittorie in campo neutro |
| -------------- | --------------- | ---------------- | --------------------- | ------------------------ |
| Olimpia Milano | 104             | 68               | 35                    | 1                        |
| Pall. Cantù    | 69              | 46               | 18                    | 5                        |

## Statistiche
Dati aggiornati al 26 maggio 2023.
|                         | Gare | Vittorie Milano | Vittorie Cantù |
| Campionati italiani     | 127  | 82              | 45             |
| Play-off                | 23   | 12              | 11             |
| Totale - Campionato     | 150  | 94              | 56             |
| Coppa Italia            | 9    | 4               | 5              |
| Supercoppa italiana     | 4    | 3               | 1              |
| Coppa dei Campioni      | 3    | 1               | 2              |
| Coppa delle Coppe       | 2    | 0               | 2              |
| Coppa Korać             | 4    | 2               | 2              |
| Coppa Intercontinentale | 1    | 0               | 1              |
| Totale assoluto         | 173  | 104             | 69             |

### Giocatori

#### Marcatori
Di seguito è riportato l'elenco dei principali marcatori in gare ufficiali.
| Posizione | Nome                 | Squadra                                 | Punti |
| --------- | -------------------- | --------------------------------------- | ----- |
| 1         | Antonello Riva       | Pall. Cantù (896), Olimpia Milano (292) | 1188  |
| 2         | Pierluigi Marzorati  | Pall. Cantù                             | 824   |
| 3         | Mike D'Antoni        | Olimpia Milano                          | 535   |
| 4         | Carlo Recalcati      | Pall. Cantù                             | 459   |
| 5         | Renzo Bariviera      | Olimpia Milano (280), Pall. Cantù (171) | 451   |
| 6         | Beppe Bosa           | Pall. Cantù                             | 408   |
| 7         | Fabrizio Della Fiori | Pall. Cantù                             | 394   |
| 8         | Roberto Premier      | Olimpia Milano                          | 370   |
| 9         | Bob McAdoo           | Olimpia Milano                          | 357   |
| 10        | Dino Meneghin        | Olimpia Milano                          | 355   |
| 11        | Franco Boselli       | Olimpia Milano                          | 326   |
| 12        | Vittorio Ferracini   | Olimpia Milano                          | 311   |
| 13        | Massimo Masini       | Olimpia Milano                          | 306   |
| 14        | Sandro Riminucci     | Olimpia Milano                          | 288   |
| 15        | Giuseppe Brumatti    | Olimpia Milano                          | 265   |

#### Presenze
Di seguito è riportato l'elenco dei principali giocatori con più presenze in gare ufficiali.
| Posizione | Nome                | Squadra                               | Presenze |
| --------- | ------------------- | ------------------------------------- | -------- |
| 1         | Pierluigi Marzorati | Pall. Cantù                           | 70       |
| 2         | Antonello Riva      | Pall. Cantù (48), Olimpia Milano (13) | 61       |
| 3         | Mike D'Antoni       | Olimpia Milano                        | 46       |
| 4         | Renzo Bariviera     | Olimpia Milano (24), Pall. Cantù (18) | 42       |
| 5         | Carlo Recalcati     | Pall. Cantù                           | 38       |
| 5         | Franco Boselli      | Olimpia Milano                        | 38       |
| 5         | Beppe Bosa          | Pall. Cantù                           | 38       |
| 8         | Vittorio Ferracini  | Olimpia Milano                        | 36       |
| 9         | Vittorio Gallinari  | Olimpia Milano                        | 32       |
| 10        | Giorgio Cattini     | Pall. Cantù                           | 31       |
| 10        | Denis Innocentin    | Pall. Cantù                           | 31       |
| 10        | Roberto Premier     | Olimpia Milano                        | 31       |
| 10        | Dino Meneghin       | Olimpia Milano                        | 31       |
| 14        | Fausto Bargna       | Pall. Cantù (17), Olimpia Milano (10) | 27       |

### Allenatori
Di seguito è riportato l'elenco dei principali allenatori con più presenze nelle gare ufficiali.
| Posizione | Nome               | Squadra        | Presenze |
| --------- | ------------------ | -------------- | -------- |
| 1         | Cesare Rubini      | Olimpia Milano | 39       |
| 2         | Dan Peterson       | Olimpia Milano | 37       |
| 3         | Arnaldo Taurisano  | Pall. Cantù    | 25       |
| 4         | Stefano Sacripanti | Pall. Cantù    | 21       |
| 5         | Carlo Recalcati    | Pall. Cantù    | 20       |
| 6         | Filippo Faina      | Olimpia Milano | 14       |
| 7         | Valerio Bianchini  | Pall. Cantù    | 13       |
| 8         | Gianni Corsolini   | Pall. Cantù    | 12       |
| 8         | Franco Casalini    | Olimpia Milano | 12       |
| 8         | / Mike D'Antoni    | Olimpia Milano | 12       |
| 8         | Fabrizio Frates    | Pall. Cantù    | 12       |
| 8         | Andrea Trinchieri  | Pall. Cantù    | 12       |
| 13        | Simone Pianigiani  | Olimpia Milano | 8        |

### Record
Dati inerenti agli incontri ufficiali, aggiornati al 28 maggio 2023.
- Vittoria con il maggior scarto a favore di Cantù: Bennet Cantù-EA7 Emporio Armani Milano 79–54 (2011-2012).
- Vittoria con il maggior scarto a favore di Milano: Acqua S.Bernardo Cantù-A|X Armani Exchange Milano 62–102 (2020).
- Partita con più punti: Tracer Milano-Arexons Cantù 113–102 (1987-1988).
- Miglior vittoria di Cantù fuori casa: Armani Jeans Milano-Vertical Vision Cantù 80–92 (2004-2005); Armani Jeans Milano-Bennet Cantù 62–74 (2010-2011).
- Miglior vittoria del Milano fuori casa: Acqua S.Bernardo Cantù-A|X Armani Exchange Milano 62–102 (2020).
- Maggior numero di vittorie consecutive di Cantù, 13, dal 28 aprile 1974 al 26 marzo 1978.
- Maggior numero di vittorie consecutive di Milano, 15, dal 27 novembre 1960 al 28 gennaio 1968.
- Miglior marcatore in un singolo incontro:  Antonello Riva (Cantù), 47 punti, il 14 ottobre 1984.